# Elecciones generales de Barbados de 1956
Las elecciones generales de Barbados de 1956 tuvieron lugar el jueves 6 de diciembre del mencionado año con el objetivo de renovar los 24 escaños de la Cámara de la Asamblea, órgano legislativo unicameral del Parlamento de Barbados, entonces una colonia del Imperio británico. Fueron las segundas elecciones realizadas desde la instauración del sufragio universal. El sistema electoral empleado fue el de escrutinio mayoritario plurinominal, con las once parroquias y la ciudad de Bridgetown ejerciendo como circunscripciones, las cuales eran representadas por dos escaños cada una, resultando elegidos los dos postulantes más votados por simple mayoría de votos.
Tras haber sido designado premier de la colonia el 1 de febrero de 1953, Grantley Herbert Adams, del Partido Laborista de Barbados (BLP), buscaría un segundo mandato en el cargo. El descontento hacia su estilo de gobierno conservador y su enfoque «gradualista» para con la emancipación de la colonia provocó una escisión encabezada por Charlie Broome y Errol Barrow, que fundaron el Partido Democrático Laborista (DLP) como una alternativa izquierdista y nacionalista al BLP, la cual tuvo su debut electoral en estos comicios. Otro opositor importante fue el Partido Conservador Progresista (PCP), liderado por Ernest Mottley. Se presentaron también el minoritario Movimiento Popular Progresista (MPP) del parlamentario Owen Taylor Allder y un grupo de candidaturas independientes.
En última instancia, el BLP obtuvo un triunfo holgado ante una oposición dividida con el 49,35% de los votos y retuvo su mayoría absoluta con 15 de los 24 escaños, perdiendo sin embargo su mayoría de dos tercios obtenida cinco años atrás. El PCP logró el segundo puesto en términos de voto popular con un 21,35% y retuvo por abrumador margen su bastión en la capital, Bridgetown, pero se ubicó en tercer puesto en número de escaños, con solo 3 bancas. El DLP se ubicó tercero en preferencias absolutas con un 19,92% de los sufragios, pero alcanzó el segundo lugar en representación con 4 escaños. Pese a esto, su desempeño inicial se consideró decepcionante debido a que Barrow perdió su escaño en St. John y Broome fracasó en llegar al Parlamento con un pésimo resultado en St. Michael. El PPM no consiguió retener su presencia legislativa y solo dos candidatos independientes resultaron electos. La participación fue del 60,29% del electorado registrado.
Con este resultado, Grantley fue reelegido para un segundo mandato como premier de Barbados, cargo del que dimitió en abril de 1958 para asumir como primer ministro de la efímera Federación de las Indias Occidentales. Fue sucedido por Hugh Gordon Cummins.

## Antecedentes
Las primeras elecciones bajo sufragio universal para adultos en la historia de Barbados, realizadas el 13 de diciembre de 1951, dieron como resultado un aplastante triunfo al Partido Laborista de Barbados, encabezado por Grantley Herbert Adams. Poco más de un año después de este triunfo, el 1 de febrero de 1953, Adams, en calidad de líder del partido mayoritario en la Cámara de la Asamblea, fue designado como el primer jefe de gobierno electo de la colonia. El gobierno de Adams dio algunos pasos en materia de salud, educación y derechos laborales que sentarían las bases del estado barbadense, destacando la instauración de una legislación de salario mínimo, un programa de vivienda y una mejora de las instalaciones sanitarias. Pese a esto, su enfoque liberal conservador y monárquico provocó fricciones dentro de su partido. A fines del segundo año de gestión, un sector encabezado por Charlie Broome y Errol Barrow (entonces parlamentario por St. George) se separó del BLP y fundó el Partido Democrático Laborista o DLP como alternativa socialdemócrata y nacionalista al BLP. El nuevo partido obtuvo la victoria en una elecciones parciales a fines de 1954 para cubrir un escaño en el distrito de St. Lucy, y fue lanzado formalmente como formación opositora en abril de 1955.

## Sistema electoral
El Parlamento de Barbados era entonces unicameral y estaba compuesto por una Cámara de la Asamblea elegida por voto popular, directo y secreto por medio de un sistema de escrutinio mayoritario plurinominal. Las once parroquias (St. Michael, Christ Church, St. Philip, St. George, St. John, St. Joseph, St. James, St. Andrew, St. Lucy, St. Peter, St. Thomas) y la ciudad de Bridgetown (separada del resto de St. Michael), actuaban como doce circunscripciones electorales representadas cada una por dos escaños en la Cámara. Los dos candidatos más votados en cada circunscripción resultaban electos como miembros del Parlamento por simple mayoría de votos, con el candidato más votado proclamado como «Miembro Senior» y el segundo como «Miembro Junior». Las normativas de entonces no estipulaban un límite de tiempo para el mandato parlamentario y la convocatoria a elecciones quedaba a discreción de la gobernación colonial. Sin embargo, mientras duró el uso de este esquema las elecciones se convocaron cada cinco años hasta la constitucionalización de dicho período en 1966.

## Desarrollos políticos

### Partido Laborista de Barbados
A pesar de la escisión sufrida por el BLP durante los primeros años de gobierno, la administración de Grantley Herbert Adams era sumamente popular y se esperaba que accediera a un segundo mandato con facilidad. Tras haber logrado un autogobierno limitado, Adams centró sus esfuerzos en la creación de la Federación de las Indias Occidentales, un estado federal compuesto por la totalidad de las colonias británicas del Caribe anglófono (Antigua y Barbuda, Barbados, Dominica, Granada, Islas Caimán, Islas Turcas y Caicos, Jamaica, Montserrat, San Cristóbal y Nieves, San Vicente y las Granadinas, Santa Lucía y Trinidad y Tobago). De cara a este objetivo, Adams negoció con partidos progresistas de la región y cofundó el Partido Laborista Federal de las Indias Occidentales (WIFLP) en junio de 1956. El BLP presentó 19 candidatos en las doce circunscripciones.

### Partido Democrático Laborista
El DLP se comenzó a establecerse a finales de 1954, cuando apoyó la candidatura de James Cameron Tudor en las elecciones parciales de St. Lucy de 1954, que resultaron en una rotunda victoria sin la participación del BLP y con solo dos candidatos independientes como competencia. La mayoría de los miembros originales del partido pertenecían a la facción más izquiedista y nacionalista del laborismo. El 27 de abril de 1955, un grupo de veintiséis dirigentes políticos laboristas e independientes se reunieron en Glenhurst, Lands End, St. Michael, y finalmente discutieron el lanzamiento del DLP como un partido opositor al gobierno de Adams. En la misma reunión se aprobó una constitución para la nueva formación política, que entró en vigor el 1 de mayo, y se configuró un Consejo General Provisional del Partido.
Los cuatro primeros parlamentarios del partido fueron, además de James Cameron Tudor, Errol Barrow (Laborista de St. George), Owen Taylor Allder (Independiente de St. John) y A. E. S. Lewis (Laborista de Ciudad de Bridgetown). Junto con la laborista Edna Ermyntrude Bourne, Barrow y Lewis eran los únicos tres parlamentarios elegidos en 1951 que estaban cumpliendo su primer mandato parlamentario. Allder abandonó el DLP antes de las elecciones y fundó su propio partido, el Movimiento Popular Progresista. El DLP presentó de este modo 16 candidatos.

### Partido Conservador Progresista
La Asociación de Electores de Barbados (BEA), conocida informalmente como «los conservadores», fue liderada por Ernest Mottley (parlamentario por Bridgetown) a partir de la derrota electoral de su anterior dirigente, J. H. Wilkinson. La formación había perdido las elecciones contra el laborismo luego de haber realizado una campaña con una dura retórica antipartidaria, centrada en defender «el interés del pueblo, no del partido». Mottley buscó reformar la BEA al cambiar su nombre por el de Partido Conservador Progresista a principios del año 1956, presentando 13 candidatos.

### Otras formaciones políticas
El Movimiento Popular Progresista (PPM) se presentó con cuatro candidatos, el parlamentario Owen Taylor Allder y otros tres dirigentes políticos: L.B. Brathwaite (que había colaborado con Allder en la fundación del DLP antes de desertar, G.V. Batson y S. Linton, disputando solo las circunscripciones de St. John, St. Lucy y St. Thomas. Hubo también once candidatos independientes en siete de las doce circunscripciones.

## Resultados

### Resultado general

Porcentaje por circunscripción del BLP.

Porcentaje por circunscripción del DLP.

Porcentaje por circunscripción del PCP.

Las elecciones vieron al Partido Laborista de Barbados revalidar su mayoría absoluta con un 49,35% del voto popular emitido al total de candidatos y 15 de los 24 escaños de la Cámara de la Asamblea, garantizando la reelección de Grantley Herbert Adams para un segundo mandato como premier. Debido a la irrupción de nuevas formaciones que reclamaban representar al laborismo, como el Partido Democrático Laborista y el Movimiento Popular Progresista, el apoyo geográfico al BLP se vio alterado a la vez que conservó la mayor parte de sus apoyos. El oficialismo obtuvo los dos escaños en las circunscripciones de St. Michael, St. John, St. Joseph, St. James, St. Thomas, mientras que en St. Andrew su única candidata, Edna Ermyntrude Bourne, obtuvo un segundo mandato como Miembro Senior, prevaleciendo como la única representante electa mujer y una de las dos únicas mujeres en el Parlamento (junto a Florence Daysh, miembro del Consejo Legislativo designado). En Ciudad de Bridgetown, St. Philip, St. George y St. Peter obtuvo el escaño de Miembro Junior. Solo dos circunscripciones (Christ Church y St. Lucy) otorgaron sus dos bancas a candidatos ajenos al BLP. El propio Adams obtuvo el mayor mandato personal para un candidato del partido con el 43,79% de los votos en St. Joseph que, sumado al 41,37% de Lloyd E. Smith (reelegido como Miembro Junior), dio como resultado un 85,16% de los votos para el laborismo en el distrito, lo que también fue el mayor porcentaje de votos combinados en la elección. Su peor desempeño fue en Christ Church, donde su único postulante, C. B. Jones, obtuvo un 17,44% de los votos. El partido había enfrentado una deserción en dicha circunscripción, con el parlamentario Cuthbert Edwy Talma presentándose como independiente y logrando el 38,30% de las preferencias. Consiguió además sumar el segundo escaño de St. Philip con D. D. Garner, que había resultado estrechamente derrotado en las elecciones de 1951 por la presencia del Partido del Congreso, como candidato. También recuperó la segunda posición en Bridgetown, que había perdido tras la deserción de su parlamentario (A. E. S. Lewis), con casi la misma cantidad de votos que en 1951. En total, el BLP pasó de tener nueve a seis Miembros Senior y siete a nueve Miembros Junior.
Respecto al espacio opositor, el Partido Democrático Laborista, que se presentaba a elecciones por primera vez con Charlie Broome y Errol Barrow como principales dirigentes, sufrió una decepcionante derrota al ubicarse tercero en el voto popular con solo el 19,92% de los votos (hasta la fecha, la única ocasión en la que el DLP ha recibido menos de un quinto del voto popular). Prevalecería por mucho tiempo como el peor desempeño histórico del partido, hasta ser ampliamente superado en 1999 y 2018. Broome, que se presentó como candidato en St. Michael, logró solo el 11,90% de los votos y se ubicó en el cuarto puesto, mientras que Barrow, que buscaba la reelección en St. George, perdió su escaño por una diferencia de más de 1.000 votos. La deserción de Allder en St. John los llevó a perder también el control de dicha circunscripción, en la que el BLP obtuvo las dos bancas. Pese a lo anterior, los demócratas lograron consolidarse como la principal oposición parlamentaria con cuatro escaños y, a diferencia de los conservadores, logró constituir bases de apoyo estables en toda la isla, sin remitirse únicamente a algunas circunscripciones. Fue el partido más votado en el distrito de St. Philip, en el extremo sureste de la isla, donde el titular Wynter Algernon Crawford logró su reelección como Miembro Senior luego de la disolución de su antigua formación, el Partido del Congreso Nacional de las Indias Occidentales. Asimismo, logró un rotundo triunfo en St. Lucy, parroquia natal de Barrow, con James Cameron Tudor (elegido en comicios parciales en 1954) y John Eustance Theodore Brancker (antes miembro del BLP) reteniendo las dos bancas. St. Lucy pasaría a ser desde entonces un férreo bastión del DLP, que hasta la fecha solo ha perdido dos elecciones en aquella circunscripción: en 1981 y en 2018. Frederick Gladstone Smith obtuvo un segundo puesto en St. Andrew y fue el único parlamentario demócrata electo que no había sido candidato en las anteriores elecciones.
El segundo puesto en términos de voto popular y la tercera mayor cantidad de escaños correspondieron al Partido Conservador Progresista, sucesor de la Asociación de Electores de Barbados y conducido por Ernest Mottley. El PCP obtuvo el 21,35% de las preferencias (1.410 votos por encima del DLP), dos escaños de Miembro Senior y uno de Miembro Junior. Su fuente de votos se restringió en su mayoría a la región sur de la isla, mientras que en el norte casi todos sus candidatos tuvieron desempeños por debajo del 10% de los votos y no disputó St. Peter. Conservó su bastión principal en la Ciudad de Bridgetown, en donde Mottley fue el único candidato del partido y logró un triunfo rotundo con el 54,68% de los votos, un anticipo de su posterior elección como alcalde de la localidad al instaurarse su gobierno autónomo. En St. George, Herbert A. Dowding logró revertir el resultado adverso de 1951 al convertirse en Miembro Senior con el 31,00% de los votos, arrastrando a Errol Barrow a una dura derrota para el DLP y relegando al segundo puesto a Frederick Edward Miller. Por último, en Christ Church, Fred. C. Goddard retuvo el escaño de Miembro Junior con el 33,51% de los votos como candidato único, un aumento del 10% con respecto a 1951, pero una caída de siete puntos con respecto a la sumatoria con W. W. Reece, el otro candidato de la BEA en dichos comicios. H. L. Smith, que disputó por segunda vez en St. Philip, no tuvo tanta suerte resultó derrotado por el laborista Garner.
El resto de los votos fueron para candidaturas independientes y el Movimiento Popular Progresista. Owen Taylor Allder, único parlamentario de dicho partido que había abandonado el DLP antes de los comicios, perdió por escaso margen su reelección al recibir el 16,92% de los votos y ubicarse cuarto de diez candidatos, detrás de C. A. Speede (del DLP) y los dos postulantes del BLP L. St. A. Thorne y el titular Victor B. Vaughan, que obtuvieron solo el 23,35 y el 22,35% respectivamente en una contienda atomizada. La unificación de los candidatos del DLP y el MPP hubiera arrebatado un escaño a los laboristas. Los dos candidatos independientes que resultaron electos ya ejercían como miembros del parlamento y habían sido electos por el laborismo, Cuthbert Edwy Talma (Christ Church) y Frank L. Walcott (St. Peter). Ambos lograron la primera minoría de votos en sus distritos y retuvieron sus cargos como Miembros Senior.
Hubo una caída en la participación electoral, de 65,64% en 1951 a un 60,29% en estas elecciones. La menor concurrencia a votar se presentó en St. Michael, la circunscripción más poblada, con solo un 46,26% del electorado registrado emitiendo sufragio (la única en la que menos de la mitad lo hizo), seguida por Christ Church con un 57,70%. La mayor concurrencia se dio en St. Andrew, con un 84,97%, que junto con St. Philip (81,59%) fueron las únicas donde superó el 80%. En todas las demás circunscripciones, la participación osciló entre un 60 y un 70% del electorado.
|  | 49.35 % |

|  | 21.35 % |

|  | 19.92 % |

|  | 1.72 % |

|  | 7.66 % |

|  | 98.84 % |

|  | 1.16 % |

|  | 100.00 % |

|  | 60.29 % |

### Resultado por circunscripción
|  | 54.68 % |

|  | 29.12 % |

|  | 14.23 % |

|  | 1.96 % |

|  | 99.25 % |

|  | 0.75 % |

|  | 100.00 % |

|  | 68.57 % |

|  | 33.36 % |

|  | 28.81 % |

|  | 19.10 % |

|  | 11.90 % |

|  | 5.22 % |

|  | 1.60 % |

|  | 99.14 % |

|  | 0.86 % |

|  | 100.00 % |

|  | 46.26 % |

|  | 38.30 % |

|  | 33.51 % |

|  | 17.44 % |

|  | 9.88 % |

|  | 0.86 % |

|  | 98.89 % |

|  | 1.11 % |

|  | 100.00 % |

|  | 57.70 % |

|  | 28.27 % |

|  | 26.48 % |

|  | 23.13 % |

|  | 22.12 % |

|  | 98.67 % |

|  | 1.33 % |

|  | 100.00 % |

|  | 81.59 % |

|  | 31.00 % |

|  | 27.88 % |

|  | 22.75 % |

|  | 17.17 % |

|  | 1.20 % |

|  | 97.26 % |

|  | 2.74 % |

|  | 100.00 % |

|  | 67.89 % |

|  | 23.35 % |

|  | 22.35 % |

|  | 17.13 % |

|  | 16.92 % |

|  | 10.66 % |

|  | 3.38 % |

|  | 2.45 % |

|  | 1.65 % |

|  | 1.16 % |

|  | 0.95 % |

|  | 99.06 % |

|  | 0.94 % |

|  | 100.00 % |

|  | 69.93 % |

|  | 43.79 % |

|  | 41.37 % |

|  | 7.84 % |

|  | 7.00 % |

|  | 98.92 % |

|  | 1.08 % |

|  | 100.00 % |

|  | 70.72 % |

|  | 36.59 % |

|  | 31.78 % |

|  | 17.23 % |

|  | 7.70 % |

|  | 6.70 % |

|  | 99.26 % |

|  | 0.74 % |

|  | 100.00 % |

|  | 65.20 % |

|  | 41.29 % |

|  | 35.66 % |

|  | 23.05 % |

|  | 98.95 % |

|  | 1.05 % |

|  | 100.00 % |

|  | 84.97 % |

|  | 31.24 % |

|  | 29.96 % |

|  | 20.97 % |

|  | 9.78 % |

|  | 8.05 % |

|  | 98.88 % |

|  | 1.12 % |

|  | 100.00 % |

|  | 57.42 % |

|  | 32.32 % |

|  | 30.69 % |

|  | 21.47 % |

|  | 15.52 % |

|  | 98.44 % |

|  | 1.56 % |

|  | 100.00 % |

|  | 71.27 % |

|  | 40.35 % |

|  | 36.00 % |

|  | 8.65 % |

|  | 4.81 % |

|  | 4.77 % |

|  | 2.19 % |

|  | 2.00 % |

|  | 1.22 % |

|  | 99.21 % |

|  | 0.79 % |

|  | 100.00 % |

|  | 62.55 % |

## Consecuencias
Ante la derrota tanto de Barrow como de Broome, Theodore Brancker asumió como líder de la Oposición (entonces un cargo mayormente informal) en representación del bloque del DLP. Broome falleció en 1959 y Barrow logró regresar al Parlamento tras triunfar en una elección parcial en St. John en 1958, retomando el liderazgo. El 3 de enero de 1958, Barbados se integró en la Federación de las Indias Occidentales y, tras el triunfo del Partido Laborista Federal en las elecciones federales posteriores, Adams asumió como primer ministro el 17 de abril, dejando el gobierno local barbadense en manos de Hugh Gordon Cummins.